# Rajd ELPA 2000
Rajd Elpa 2000 (25. Elpa Rally Halkidiki) – 25. edycja rajdu samochodowego Rajd Elpa rozgrywanego w Grecji. Rozgrywany był od 2 do 3 września 2000 roku. Była to trzydziesta piąta runda Rajdowych Mistrzostw Europy w roku 2000 (rajd miał najwyższy współczynnik - 20) oraz piąta runda Rajdowych Mistrzostw Grecji. Składał się z 14 odcinków specjalnych.

## Klasyfikacja rajdu
| Miejsce                      | Kierowca                     | Pilot                        | Samochód                      | Czas                         | Strata                       |                              |
| Klasyfikacja generalna i ERC | Klasyfikacja generalna i ERC | Klasyfikacja generalna i ERC | Klasyfikacja generalna i ERC  | Klasyfikacja generalna i ERC | Klasyfikacja generalna i ERC | Klasyfikacja generalna i ERC |
| ---------------------------- | ---------------------------- | ---------------------------- | ----------------------------- | ---------------------------- | ---------------------------- | ---------------------------- |
| 1.                           | Henrik Lundgaard             | Jens-Christian Anker         | Toyota Corolla WRC            | 3:22:30.0                    | 0.0                          |                              |
| 2.                           | Armodios Vovos               | Loris Meletopoulos           | Toyota Corolla WRC            | 3:27:46.5                    | +5:16.5                      |                              |
| 3.                           | Ercan Kazaz                  | Cem Bakançocukları           | Subaru Impreza S5 WRC '98     | 3:32:47.6                    | +10:17.6                     |                              |
| 4.                           | Isolde Holderied             | Heike Feichtinger            | Toyota Corolla WRC            | 3:35:18.3                    | +12:48.3                     |                              |
| 5.                           | Marco Tempestini             | Lucio Baggio                 | Toyota Corolla WRC            | 3:35:36.9                    | +13:06.9                     |                              |
| 6.                           | Sotiris Hatzitsopanis        | Nikos Kosmas                 | Ford Escort RS Cosworth       | 3:48:04.9                    | +25:34.9                     |                              |
| 7.                           | Theodoros Petalidis          | Ioannis Samartzis            | Subaru Impreza WRX            | 3:53:24.1                    | +30:54.1                     |                              |
| 8.                           | Antony Warmbold              | Tomas Perianez               | Toyota Celica GT-Four (ST205) | 3:57:04.6                    | +34:34.6                     |                              |
| 9.                           | Dimitris Nassoulas           | Iosif Galerakis              | Mitsubishi Lancer Evo V       | 3:59:25.4                    | +36:55.4                     |                              |
| 10.                          | Dimitris Drivakos            | Kostas Zotiadis              | Mitsubishi Lancer Evo V       | 4:01:21.2                    | +38:51.2                     |                              |
| Mistrzostwa Grecji           |                              |                              |                               |                              |                              |                              |
| 1.                           | Armodios Vovos               | Loris Meletopoulos           | Toyota Corolla WRC            | 3:27:46.5                    | 0.00                         |                              |
| 2.                           | Sotiris Hatzitsopanis        | Nikos Kosmas                 | Ford Escort RS Cosworth       | 3:48:04.9                    | +20:18.4                     |                              |
| 3.                           | Theodoros Petalidis          | Ioannis Samartzis            | Subaru Impreza WRX            | 3:53:24.1                    | +25:37.6                     |                              |
| 4.                           | Dimitris Nassoulas           | Iosif Galerakis              | Mitsubishi Lancer Evo V       | 3:59:25.4                    | +31:38.9                     |                              |
| 5.                           | Dimitris Drivakos            | Kostas Zotiadis              | Mitsubishi Lancer Evo V       | 4:01:21.2                    | +33:34.7                     |                              |